# Рильський Богдан Максимович
Богда́н Макси́мович Ри́льський (12 листопада 1930, Київ — 25 січня 1991, Київ) — український юрист і журналіст, директор Київського літературно-меморіального музею М. Рильського (1966—1991), заслужений працівник культури УРСР (1966).

## Біографія
Народився в Києві в родині видатного українського поета, перекладача та публіциста Максима Тадейовича Рильського.
Навчався в Київському державному університеті ім. Т. Г. Шевченка (1948—1953), працював журналістом у редакції газети «Вечірній Київ» (1953—1963), в Державному комітеті України з кінематографії (1963—1966).
З 1966 року — директор літературно-меморіального музею Максима Рильського.

### На посаді директора музею
Богдан Рильський разом із колективом очолюваного ним від дня заснування музею доклав чимало зусиль для розширення меж суто музейної справи до перетворення цього осередку культури в центр просвіти, поширення знань про історичну спадщину, творчих зустрічей із діячами культури України.
Богдан Рильський ще за радянських часів спромігся отримати офіційним шляхом у КДБ УРСР слідчу справу № 272 про арешт, перебування у в'язниці та допити батька, Максима Рильського, у 1931 р., про що зробив публікацію в журналі «Київ».
Свого часу музей Максима Рильського був єдиним у Києві, який відмовився вести документообіг російською мовою. Наприкінці 1980-х Богдан Рильський зробив усе що міг, аби повернути до офіційного літературного життя Григорія Кочура, якого виключили зі Спілки письменників ще в 1973 р. У 1989 Кочур став лауреатом перекладацької премії ім. Максима Рильського.
Богдан Рильський активно підтримав створення Руху, а восени 1990, побачивши студентські намети на Майдані під час Революції на граніті, вийшов з рядів КПРС.
Помер на директорському посту — по дорозі до музею 25 січня 1991 року. Похований на Байковому цвинтарі в Києві у сімейній могилі.

### Вшанування пам'яті батька
Богдан Рильський протягом життя вважав своїм обов'язком перевидання книжок Максима Рильського. Було зроблено чимало. Найбільш значним стало академічне видання 20-томного зібрання творів Максима Рильського (1983—1990, «Наукова думка»), в якому Богдан Рильський був членом редколегії. У жанрі біографічної прози написана книга «Мандрівка в молодість батька» (вийшла після смерті автора в 1995, перевидана в 2004), спільно з московською літераторкою Євгенією Дейч Богдан Рильський упорядкував «Воспоминания о Максиме Рыльском» (М.: Советский писатель, 1984). Книжка Максима Рильського «Искусство перевода: статьи, заметки, письма» вийшла в московському видавництві «Советский писатель» у 1986 р. з передмовою Леоніда Новиченка; упорядкування, коментарі Богдана Рильського, Григорія Колесника.

## Родина
Дружина (з 1953 р.) — Рильська (Дронь) Галина Феодосіївна (1929—1997).
Діти: син Андрій (1954), син Тарас (1959—2022).

## Вшанування пам'яті
У літературно-меморіальному музеї Максима Рильського є окрема експозиція про Богдана Максимовича Рильського.